# Kellie Harper
Kellie Jolly, coniugata Harper (Sparta, 3 maggio 1977), è un'ex cestista e allenatrice di pallacanestro statunitense, professionista nella WNBA.

## Carriera
È stata selezionata dalle Cleveland Rockers al quarto giro del Draft WNBA 1999 (47ª scelta assoluta).

## Biografia
Kellie Harper, nata il 3 maggio 1977 a Sparta, Tennessee, è un'ex cestista e attuale allenatrice di pallacanestro statunitense. Durante la sua carriera da giocatrice, ha vestito la maglia delle Tennessee Lady Volunteers, con cui ha vinto tre titoli consecutivi della NCAA dal 1996 al 1998. È stata selezionata dalle Cleveland Rockers nel Draft WNBA del 1999.
Dopo il ritiro dal gioco, Harper ha intrapreso la carriera di allenatrice, guidando diverse squadre universitarie, tra cui Western Carolina, NC State, Missouri State, le Tennessee Lady Volunteers, e attualmente le Missouri Tigers.

## Palmarès
- 3 volte campionessa NCAA (1996, 1997, 1998)